# Coptocercus vicinus
Coptocercus vicinus là một loài bọ cánh cứng trong họ Cerambycidae.